# Trichopria aptera
Trichopria aptera är en stekelart som först beskrevs av Johannes Friedrich Ruthe 1859.  Trichopria aptera ingår i släktet Trichopria, och familjen hyllhornsteklar. Arten är reproducerande i Sverige.